# Campionati europei di pugilato dilettanti 1951
I Campionati europei di pugilato dilettanti maschili 1951 si sono tenuti a Milano, Italia, dal 14 al 19 maggio 1951. È stata la 9ª edizione della competizione biennale organizzata dall'EABA. 132 pugili da 20 Paesi hanno partecipato alla competizione.

## Podi
| Categoria                   | Oro                | Argento           | Bronzo                             |
| Pesi mosca (kg 51)          | Aristide Pozzali   | Henk van der Zee  | Pentti Hämäläinen Antoine Martin   |
| Pesi gallo (kg 54)          | Vincenzo Dall'Osso | William Kelly     | János Erdei Hermann Mazurkiewicz   |
| Pesi piuma (kg 57)          | Joseph Ventaja     | Kosta Leković     | István Kisfalvi Åke Wärnström      |
| Pesi leggeri (kg 60)        | Bruno Visintin     | István Juhász     | David O'Connell Milivoje Bulat     |
| Pesi superleggeri (kg 63,5) | Herbert Schilling  | Marcello Padovani | Peter Müller Terence Milligan      |
| Pesi welter (kg 67)         | Zygmunt Chychła    | Hans Kohlegger    | Gert Strahle Jacques Dugenier      |
| Pesi superwelter (kg 71)    | László Papp        | Jens Andersen     | Alfred Paliński Alfred Lay         |
| Pesi medi (kg 75)           | Stig Sjölin        | Günther Sladky    | Hans Niederhauser Jean Lalounis    |
| Pesi mediomassimi (kg 81)   | Marcel Limage      | Bjarne Lingås     | Gianbattista Alfonsetti Rolf Storm |
| Pesi massimi (kg 81 +)      | Giacomo Di Segni   | Edgar Gorgas      | Jan Dijkman José Peyre             |

## Medagliere
Nazione ospitante 
| Posiz. | Nazione        | Oro | Argento | Bronzo | Totale |
| ------ | -------------- | --- | ------- | ------ | ------ |
| 1      | Italia         | 4   | 1       | 1      | 6      |
| 2      | Germania Ovest | 1   | 2       | 0      | 3      |
| 3      | Ungheria       | 1   | 1       | 2      | 4      |
| 4      | Francia        | 1   | 0       | 3      | 4      |
| 4      | Svezia         | 1   | 0       | 3      | 4      |
| 6      | Belgio         | 1   | 0       | 1      | 2      |
| 6      | Polonia        | 1   | 0       | 1      | 2      |
| 8      | Irlanda        | 0   | 1       | 2      | 3      |
| 9      | Austria        | 0   | 1       | 1      | 2      |
| 9      | Paesi Bassi    | 0   | 1       | 1      | 2      |
| 9      | Jugoslavia     | 0   | 1       | 1      | 2      |
| 12     | Danimarca      | 0   | 1       | 0      | 1      |
| 12     | Norvegia       | 0   | 1       | 0      | 1      |
| 14     | Svizzera       | 0   | 0       | 2      | 2      |
| 15     | Inghilterra    | 0   | 0       | 1      | 1      |
| 15     | Finlandia      | 0   | 0       | 1      | 1      |
|        | Totale         | 10  | 10      | 20     | 40     |